# تشون وو-يونغ
تشون وو-يونغ (هانغل: 전우영) هو لاعب كرة قدم كوري جنوبي في مركز الوسط، ولد في 27 ديسمبر 1987 في كوريا الجنوبية. لعب مع نادي بوسان أي بارك ونادي سونغنام.

## وصلات خارجية
- تشون وو-يونغ على موقع دوري كوريا الجنوبية (الإنجليزية)
- تشون وو-يونغ على موقع قاعدة بيانات كرة القدم.إي يو (الإنجليزية)